# Kurt Walenta
Kurt Walenta (* 1. Dezember 1927 in Prag, Tschechoslowakei; † 19. November 2021 in Stuttgart) war ein deutscher Mineraloge und Spezialist für spezielle Mineralogie und Lagerstättenkunde vor allem von Lagerstätten im Schwarzwald. Er lebte, lehrte und forschte in Stuttgart in Baden-Württemberg.

## Leben und Wirken
Kurt Walenta wurde 1927 als Sohn von Eduard Walenta und dessen Frau Maria, geb. Rott, in Prag geboren. Nach dem Zweiten Weltkrieg studierte er an der Technischen Hochschule Stuttgart, der späteren Universität Stuttgart, Geologie und Mineralogie und legte hier 1953 auch sein Diplom ab. Im Jahre 1956 wurde er ebenfalls in Stuttgart mit einer von Franz Kirchheimer angeregten Arbeit über „Die antimonerzführenden Gänge des Schwarzwaldes“ an der Fakultät für Natur- und Geisteswissenschaften zum Doctor philosophiae promoviert. Anschließend wurde er Assistent am neubegründeten Institut für Mineralogie und Kristallchemie der Universität Stuttgart. Im Jahre 1962 habilitierte er sich mit einer Arbeit über die Kenntnis seltener Arsenatmineralien unter besonderer Berücksichtigung von Vorkommen des Schwarzwaldes. Im Jahre 1967 wurde Walenta zum Wissenschaftlichen Rat und ein Jahr später zum außerplanmäßigen Professor ernannt. Von 1972 bis 1994 war er Direktor des Instituts für Mineralogie und Kristallchemie der Universität Stuttgart. Im Jahre 1994 wurde er emeritiert.
Am 19. November 2021 ist Kurt Walenta, der seit 1956 mit Marianne Bleicken verheiratet und Vater zweier Kinder war, in Stuttgart gestorben.
Seine Forschungsgebiete waren:
- die spezielle Mineralogie und die Lagerstättenkunde
- Sekundärminerale, insbesondere Arsenatminerale aus Lagerstätten und Vorkommen im Schwarzwald
- Erzminerale, insbesondere Uranminerale des Schwarzwaldes
- Lagerstätten im mediterranen Raum

Walentas Hauptaugenmerk galt dem Schwarzwald, wo ihm durch zahlreiche Neu- und Erstbeschreibungen entscheidende Beiträge zur regionalen Mineralogie gelangen. Die fruchtbare Zusammenarbeit mit Sammlern war wechselseitig – er leistete oft und gern Hilfestellung bei Bestimmungen und erhielt auf diese Weise interessantes Material, welches häufig die Grundlage seiner Mineral-Erstbeschreibungen bildete. Sein diesbezügliches Hauptwerk ist das Buch Die Mineralien des Schwarzwaldes und ihre Fundstellen.
Walenta ist Autor von mehreren hundert Veröffentlichungen über neue Minerale, ihre Mineralogie, Kristallographie und Kristallchemie. Durch die ihm zugeschriebene Beteiligung an der Erstbeschreibung von 55 Mineralen ist Kurt Walenta der mit weitem Abstand produktivste und erfolgreichste Erstbeschreiber von Mineralen in Deutschland – noch vor August Breithaupt, dem bereits im 19. Jahrhundert über 40 Erstbeschreibungen gelangen.
Zu den von Walenta und Kollegen erstbeschrieben Mineralen zählen:
- 1958: Heinrichit, Metaheinrichit, Metakahlerit, Metakirchheimerit, Metanováčekit, Metauranospinit
- 1965: Hallimondit
- 1966: Barium-Pharmakosiderit (1994 in Bariopharmakosiderit umbenannt), Weilerit; der ebenfalls 1966 beschriebene Barium-Alumopharmakosiderit war nie von der International Mineralogical Association (IMA) anerkannt und wurde 2011 als Bariopharmakoalumit erstbeschrieben[9]
- 1972: Grimselit
- 1976: Baylissit, Joliotit, Widenmannit
- 1977: Machatschkiit
- 1978: Arsenbrackebuschit, Arsenuranospathit, Boyleit
- 1979: Admontit, Ferridravit (1990 in Povondrait umbenannt)
- 1980: Colquiriit, Ferrarisit
- 1981: Arsenocrandallit
- 1982: Clarait, Philipsbornit
- 1983: Bismutostibiconit (seitens der IMA als Mineral fraglich), Bulachit, Schumacherit, Uranosilit
- 1984: Arsenogoyazit, Cualstibit, Phosphofibrit, Phyllotungstit, Rankachit
- 1985: Uranotungstit
- 1989: Camgasit
- 1993: Arsenogorceixit
- 1995: Sphaerobismoit, Tungstibit
- 1996: Benauit
- 1998: Chadwickit, Cuboargyrit
- 1999: Haigerachit
- 2004: Agardit-(Ce), Schapbachit
- 2005: Plumboagardit
- 2007: Arsenovanmeersscheit, Gengenbachit
- 2009: Nielsbohrit
- 2012: Heisenbergit

Seit seiner Habilitation galt Kurt Walenta als Spezialist für Uranminerale insbesondere aus der Uranlagerstätte im Krunkelbachtal bei Menzenschwand unweit St. Blasien im Landkreis Waldshut, Regierungsbezirk Freiburg, Baden-Württemberg. Diese Lagerstätte ist Typlokalität für sieben Uranminerale – an der Erstbeschreibung von sechs dieser Minerale (Arsenovanmeersscheit, Heisenbergit, Joliotit, Nielsbohrit, Uranosilit und Uranotungstit) war Walenta beteiligt.
Die von ihm entdeckten und erstbeschriebenen Minerale haben ihre Typlokalitäten nicht nur in Deutschland, sondern auch in der Schweiz (Grimselit vom Kabelstollen Gerstenegg-Sommerloch im Grimselgebiet, Aarmassiv, Amtsbezirk Oberhasli, Kanton Bern), Österreich (Admontit aus dem ehemaligen Gipssteinbruch Schildmauer bei Admont, Bezirk Liezen, Steiermark), Bolivien (Colquiriit aus der Miniera Colquiri bei Colquiri, Provinz Inquisivi, La Paz, und Povondrait (als Ferridravit) aus dem Cristalmayu-Tal bei Cristalmayu im Bergbaubezirk Alto Chapare in der gleichnamigen Provinz Chapare, Departamento Cochabamba) sowie Frankreich (Ferrarisit aus dem Sankt-Jakob-Gang der Grube Gabe Gottes, Neuenberg bei Sainte-Marie-aux-Mines, Arrondissement Colmar-Ribeauvillé, Département Haut-Rhin, Region Grand Est).

## Mitgliedschaften
Kurt Walenta war Mitglied der Deutschen Mineralogischen Gesellschaft, des Oberrheinischen Geologischen Vereins, der Vereinigung der Freunde der Mineralogie und Geologie und des Vereins der Freunde von Mineralien und Bergbau Oberwolfach e. V. In letzterem Verein, den er wissenschaftlich beriet und in dessen Publikation Der Erzgräber er zahlreiche Artikel veröffentlichte, war er seit 2015 auch Ehrenmitglied.

## Ehrungen
Ihm zu Ehren und aufgrund seiner bedeutenden Beiträge zur Mineralogie von Arsenaten und Phosphaten insbesondere aus dem Schwarzwald benannten Pete J. Dunn, Donald R. Peacor, Willard L. Roberts, Thomas J. Campbell und Robert A. Ramik im Jahre 1988 ein auf Material aus dem Pegmatit der White Elephant Mine am Cicero Peak bei Pringle im Custer Mining District, Custer County im Bundesstaat South Dakota der Vereinigten Staaten neu entdecktes Calcium-Eisen-Arsenat-Phosphat als Walentait. Auch die Bezeichnungen für Natrowalentait und die die Minerale Walentait, Natrowalentait, Halilsarpit und Alcantarillait umfassende Walentait-Gruppe beziehen sich auf Kurt Walenta.

## Schriften (Auswahl)
- Kurt Walenta: Die antimonerzführenden Gänge des Schwarzwaldes (Dissertation aus dem Geologisch-Paläontologischen Institut der Technischen Hochschule Stuttgart). In: Mitteilungen aus dem Geologisch-Paläontologischen Institut der Technischen Hochschule Stuttgart N. F. (= Jahreshefte des geologischen Landesamtes in Baden-Württemberg. Band 2). Band 66, 1957, S. 13–67.
- Kurt Walenta: Beiträge zur Kenntnis seltener Arsenatmineralien unter besonderer Berücksichtigung von Vorkommen des Schwarzwaldes (zugleich Habilitationsschrift aus dem Geologisch-Paläontologischen Institut der Technischen Hochschule Stuttgart). In: Tschermaks Mineralogische und Petrographische Mittheilungen. Band 9, 1964, S. 111–174, doi:10.1007/BF01127780 (1. Teil: Zeunerit und Meta-Zeunerit, Novacekit I, Novacekit II und Meta-Novacekit, Meta-Kirchheimerit und Meta-Kahlerit, außerdem die beiden auf künstlichem Wege dargestellten höheren Hydrationsstufen der beiden letztgenannten Glieder, Kirchheimerit und Kahlerit).
- Kurt Walenta: Beiträge zur Kenntnis seltener Arsenatmineralien unter besonderer Berücksichtigung von Vorkommen des Schwarzwaldes (zugleich Habilitationsschrift aus dem Geologisch-Paläontologischen Institut der Technischen Hochschule Stuttgart). In: Tschermaks Mineralogische und Petrographische Mittheilungen. Band 9, Nr. 3, 1965, S. 252–282, doi:10.1007/BF01128088 (2. Teil: Uranospinit, Meta-Uranospinit, Heinrichit und Meta-Heinrichit).
- Kurt Walenta: Beiträge zur Kenntnis seltener Arsenatmineralien unter besonderer Berücksichtigung von Vorkommen des Schwarzwaldes (zugleich Habilitationsschrift aus dem Geologisch-Paläontologischen Institut der Technischen Hochschule Stuttgart). In: Tschermaks Mineralogische und Petrographische Mittheilungen. Band 11, 1966, S. 121–164, doi:10.1007/BF01127708 (3. Teil: Aluminium- und Eisenarsenate; Minerale der Beudantit-Crandallitgruppe sowie der Pharmakosideritgruppe).
- Kurt Walenta: Mineralien aus dem Schwarzwald : die im Schwarzwald auftretenden Mineralien und ihre Vorkommen; ein Handbuch für den Sammler. 1. Auflage. Franckh, Stuttgart 1979, ISBN 3-440-04713-X, S. 1–127.
- Kurt Walenta: Die Mineralien des Schwarzwaldes und ihre Fundstellen. 1. Auflage. Christian Weise, München 1992, ISBN 3-921656-24-9, S. 1–336.